# ديفيد جوميس
ديفيد جوميس (بالفرنسية: David Gomis) (21 ديسمبر 1992 في فرنسا - ) هو لاعب كرة قدم فرنسي في مركز الهجوم. لعب مع نادي تولون.

## وصلات خارجية
- ديفيد جوميس على موقع رابطة كرة القدم الفرنسية للمحترفين (الإنجليزية)
- ديفيد جوميس على موقع قاعدة بيانات كرة القدم.إي يو (الإنجليزية)
- ديفيد جوميس على موقع ليكيب (الفرنسية)
- ديفيد جوميس على موقع ناشيونال فوتبول تيمز (الإنجليزية)
- ديفيد جوميس على موقع Soccerway.com (الإنجليزية)
- ديفيد جوميس على موقع عالم كرة القدم.نت (الإنجليزية)